# N-Sulfinylhydrazine

Phenylsulfinylhydrazin – Beispiel für ein N-Sulfinylhydrazin

N-Sulfinylhydrazine (N-Thionylhydrazine) sind organisch-chemische Stickstoff-Schwefel-Verbindungen mit dem Strukturelement N-N=S=O und zählen zu den Heterokumulenen des Schwefeldioxids. Sie besitzen eine gewinkelte Struktur der N=S=O-Einheit. Sie werden gewöhnlich durch Reaktion von Thionylchlorid mit Hydrazinen (teilweise in Gegenwart von Pyridin oder Triethylamin) gewonnen werden. Ebenfalls möglich ist die Darstellung durch trans-Thionylierung. Die polare N=S-Bindung ermöglicht die Verwendung der Sulfinylhydrazine als vielseitige Synthesebausteine in Additionsreaktionen und in Cycloadditionen.